# مؤمن‌آباد (کلات)
مومن‌آباد روستایی در دهستان پساکوه بخش زاوین شهرستان کلات استان خراسان رضوی ایران است.

## جمعیت
بر پایه سرشماری عمومی نفوس و مسکن در سال ۱۳۹۵ جمعیت این روستا ۱۶۰ نفر (در ۴۲ خانوار) بوده‌است.